# Ansel Adams
Ansel Easton Adams (ur. 20 lutego 1902 w San Francisco, zm. 22 kwietnia 1984 w Monterrey) – amerykański fotograf, z wykształcenia pianista.
Artysta zasłynął swoimi czarno-białymi fotografiami parków narodowych oraz jako autor wielu książek o fotografii, w tym trylogii podręczników techniki fotograficznej (The Camera, The Negative i The Print). Był (1932) współzałożycielem fotograficznego stowarzyszenia f/64 wspólnie z innymi mistrzami fotografii, takimi jak Edward Weston, Willard Van Dyke, Imogen Cunningham i innymi. Pierwsze zdjęcia wykonał w Yosemite National Park w Kalifornii w 1916.
Ansel Adams wymyślił system strefowy, technikę, która pozwala fotografom na przełożenie światła widzianego na konkretne odcienie na negatywie i papierze, w ten sposób dając im większą kontrolę nad fotografią. Adams był również pionierem wizualizacji (którą często nazywał prewizualizacją) gotowej odbitki opartej na pomiarach światła podczas fotografowania.

## Życiorys

### Przodkowie
Adams urodził się w Mount Durit na przedmieściach San Francisco, w rodzinie plasującej się w ścisłej klasie wyższej. Był jedynym dzieckiem Charlesa Hitchcock i Olive Adamsów, imię otrzymał po swoim wujku Anselmie Eastonie. Rodzina Adamsa przybyła do Kalifornii z Nowej Anglii, gdzie osiedliła się na początku osiemnastego wieku, emigrując z północnej Irlandii, nie była jednak powiązana z rodziną prezydenta Adamsa. Dziadek Ansela otworzył dobrze prosperującą działalność gospodarczą zajmującą się dostarczaniem surowca drzewnego, którą jego ojciec odziedziczył i prowadził. Talenty jego ojca, skupiały się jednak bardziej na naukach ścisłych, niż na biznesie. Sam Ansel zaś, wiele lat później, potępił całą gałąź przemysłu drzewnego za wycięcie zbyt wielu cennych drzew – sekwoi tworzących endemiczne kalifornijskie lasy. Rodzina jego matki wywodziła się z Baltimore. Dziadek Ansela ze strony matki, posiadał przedsiębiorstwo zajmujące się frachtem, stracił jednak fortunę inwestując ją w niepewne kopalnie i ryzykowny handel nieruchomościami w Nevadzie.

### Dzieciństwo
Ansel Adams przyszedł na świat w łóżku swoich rodziców. Wnuk bogatego barona drzewnego, dorastał w domu położonym pośród wydm Golden Gate. Gdy miał 4 lata, uległ wypadkowi podczas trzęsienia ziemi, jakie nawiedziło San Francisco w 1906 r. Został odrzucony na mur okalający ogród, uderzając w niego twarzą. Jednym z jego wczesnych wspomnień z dzieciństwa było oglądanie pożaru, który zniszczył większość miasta, kilka mil od jego domu. Jego wykrzywiony w lewo nos, nigdy nie został poddany operacji i pozostał taki przez całe jego życie.
Adams był nadpobudliwym i podatnym na choroby dzieckiem. Miał jedynie kilku przyjaciół, pomimo że jego dom rodzinny i otaczające go wzgórza leżące nieopodal zatoki San Francisco dostarczały mnóstwa możliwości dziecięcych zabaw. Nie miał cierpliwości do gier i zabaw, którymi zajmowali się jego rówieśnicy. Ciekawy wszystkiego, skierował się w stronę natury. W bardzo młodym wieku zaczął kolekcjonować owady i zajął się eksploracją pobliskiej plaży. Po tym jak jego ojciec kupił teleskop, obserwacje nocnego nieba stały się ich hobby. Rodzice zachęcali go, by podzielił ideały Ralpha Waldo Emersona i za jego przykładem wiódł skromne i moralne życie, któremu priorytety wyznaczałoby poczucie społecznej odpowiedzialności za ludzkość i przyrodę.
Po śmierci jego dziadka i kryzysie finansowym 1907 roku, przedsiębiorstwo jego ojca poniosło wielkie straty pieniężne, co w efekcie, około roku 1912, drastycznie obniżyło poziom materialny rodziny. Po tym jak Ansel został wydalony z kilku prywatnych szkół za „wybuchowość i nieuwagę”, jego ojciec postanowił zrezygnować z tradycyjnego modelu kształcenia i od 1915 roku, z pomocą guwernerów i ciotki Mary, osobiście zajmował się rozwojem intelektualnym syna. Podczas międzynarodowej wystawy Panama-Pacyfik, która odbyła się w San Francisco w 1915 roku, jego ojciec nalegał, aby syn spędzał większą część dnia studiując eksponaty, jako część prywatnej edukacji. W późniejszym czasie Ansel powrócił jednak do innej prywatnej szkoły, w której kontynuował naukę aż do ósmej klasy.
W swojej późniejszej młodości, skupił się przede wszystkim na muzyce. Posiadając fotograficzną pamięć, Adams szybko nauczył się czytać nuty i grać na pianinie. Dzięki ścisłej dyscyplinie uspokajającej jego nadpobudliwość i reżimowi ćwiczeń pianistycznych, jego zdolności szybko rozkwitły. Muzyka dała również ujście wstrząsającym nim emocjom, dlatego też Ansel zaczął poważnie rozważać karierę zawodowego pianisty koncertowego.

### Fotografia – nowe hobby

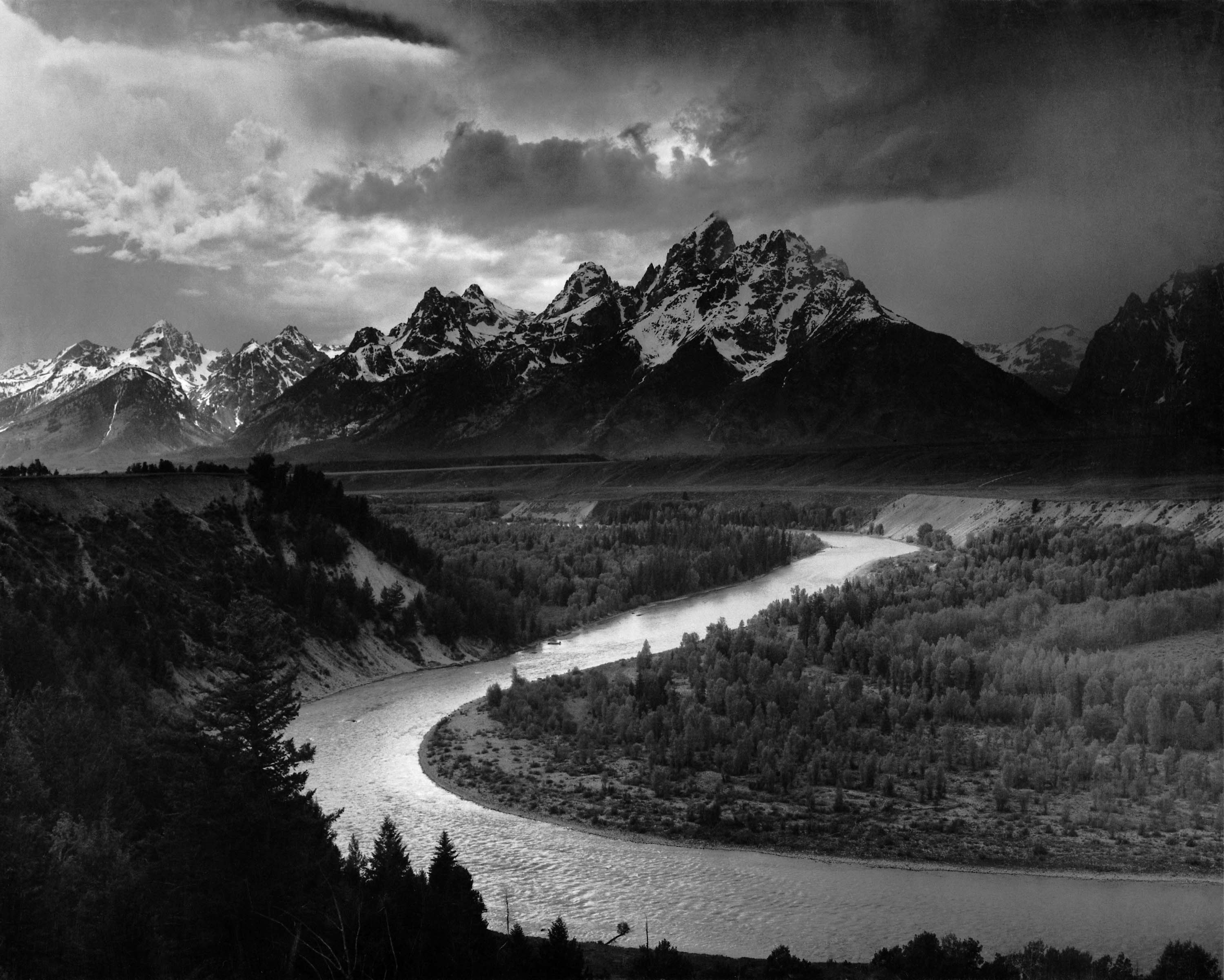
The Tetons and the Snake River (1942)

Po raz pierwszy Adams odwiedził Yosemite National Park w 1916 roku wraz ze swoją rodziną. Sławna dolina była pierwszym miejscem w Stanach Zjednoczonych, które dzięki ustawie kongresu, podpisanej przez Abrahama Lincolna w 1864 roku, znalazło się pod ochroną rządową. Adams opisał uczucia, które towarzyszyły mu, gdy po raz pierwszy ujrzał dolinę, która tak go zainspirowała, „Splendor Yosemite wybuchł ponad nami i było to wspaniale... jedną wspaniałość po drugiej zstępująca na nas... wszędzie było światło... zaczęła się dla mnie nowa era”. Jego ojciec podarował mu podczas tego pobytu jego pierwszy aparat – Kodak Brownie box camera i to właśnie wtedy Ansel zrobił swoje pierwsze zdjęcia, wraz z towarzyszącym mu hiperentuzjazmem. Następnego roku Adams powrócił do Yosemite z lepszymi aparatami i statywem. Zimą nauczył się podstawowych technik i pracy w ciemni, pracując na pół etatu w zakładzie fotograficznym w San Francisco. Adams zaczął zaczytywać się magazynami fotograficznymi, odwiedzał wystawy fotograficzne i uczęszczał na spotkania klubów. Wraz ze swym wujkiem Frankiem, organizował wyprawy w góry Sierra zimą i latem, ćwicząc wytrzymałość i rozwijając umiejętności robienia zdjęć na dużych wysokościach i przy trudnych warunkach pogodowych.
W wieku 17 lat Ansel dołączył do klubu Sierra, grupy stawiającej sobie za cel ochronę cudów przyrody i przyjął posadę kustosza zarządu organizacji, którą sprawował przez cztery lata. Adams pozostał członkiem Sierra przez całe swoje życie, będąc w późniejszym okresie również jej dyrektorem, stanowisko dyrektora sprawowała przez pewien czas również jego żona. Uczestniczył w corocznych klubowych wyprawach w góry Sierra i był również odpowiedzialny za zdobycie kilku szczytów po raz pierwszy w historii. W 1919 roku stał się ofiarą pandemii grypy, która wyniszczyła wówczas ludność świata. Czuł się poważnie chory, powrócił jednak do zdrowia po paru miesiącach kuracji.
W czasie gdy Ansel miał dwadzieścia lat, większość jego przyjaciół wywodziła się z kręgu muzyków, w szczególności skrzypków. W jego życiu pojawił się również Cedric Wright, który stał się jego najlepszym przyjacielem, jak również filozoficznym i kulturalnym mentorem. Filozofia, którą obaj podzielali, wywodziła się z dzieła Edwarda Carpentera Poprzez demokracje. Książka ta zachęcała do pogoni za pięknem w życiu i sztuce. Adams zawsze, gdy był w Yosemite, miał przy sobie jej kieszonkowe wydanie. Praca ta wpłynęła na jego osobistą filozofię, później Adams stwierdził „Wierzę w piękno. Wierzę w kamienie i wodę, powietrze i ziemię, ludzi, ich przyszłość i ich przeznaczenie”. Postanowił, że celem jego sztuki, fotografii, jak i muzyki będzie odkrywanie piękna przed innymi, aby zainspirować ich do tego samego.
Latem Adams rozkoszował się życiem spędzanym na górskich wspinaczkach, kempingu i fotografowaniem, resztę roku spędzał doskonaląc swoje zdolności pianistyczne, rozwijając technikę i ekspresję muzyczną. Dawał również lekcje gry, by zapewnić sobie jakieś przychody i wreszcie móc pozwolić sobie na pianino odpowiednie do jego muzycznych ambicji.
Jego pierwsze fotografie zostały opublikowane w 1921 roku, zaś studio Best’s zaczęło w tym samym czasie sprzedawać odbitki jego zdjęć z Yosemite. Już jego wczesne fotografie pokazują wyjątkowo staranną, ostrożną kompozycję i wrażliwość na balans tonacji. W liście do rodziny dawał również wyraz zamiłowaniu do wspinaczki ku najlepszym punktom widzenia. Adams, wciąż planował jednak karierę muzyczną, nie zważając na swoje małe, posiniaczone przez wspinaczkową skłonność do brawury ręce, które ograniczały jego repertuar do przećwiczonych utworów. Nie zmieniło to jednak faktu, że Adamsa charakteryzowało niezwykle napięcie dotyku i wyśmienita muzykalność. Dopiero po siedmiu latach przyznał wreszcie, że co najwyżej może się stać pianistą koncertowym o ograniczonym repertuarze, akompaniatorem lub nauczycielem gry.
W latach dwudziestych Adams zaczął eksperymentować z aparatem miękkoogniskowym, fotorytownictwem i innymi technikami piktorialistycznych fotografów takich jak lider fotosecesjonistów Alfred Stieglitz, który usiłował gorliwie naśladować impresjonistów i chciał, aby fotografia była traktowana jak sztuka, na równi z malarstwem. Adams pozostał niechętny ręcznemu kolorowaniu fotografii, co było bardzo popularne w latach dwudziestych. Używał różnych obiektywów dla uzyskania różnych efektów, ostatecznie jednak odrzucił piktorializm dla bardziej realistycznego podejścia, które polegało przede wszystkim na ostrości, wysokim kontraście, precyzji ekspozycji i doskonaleniu kunsztu pracy w ciemni.

### Kariera

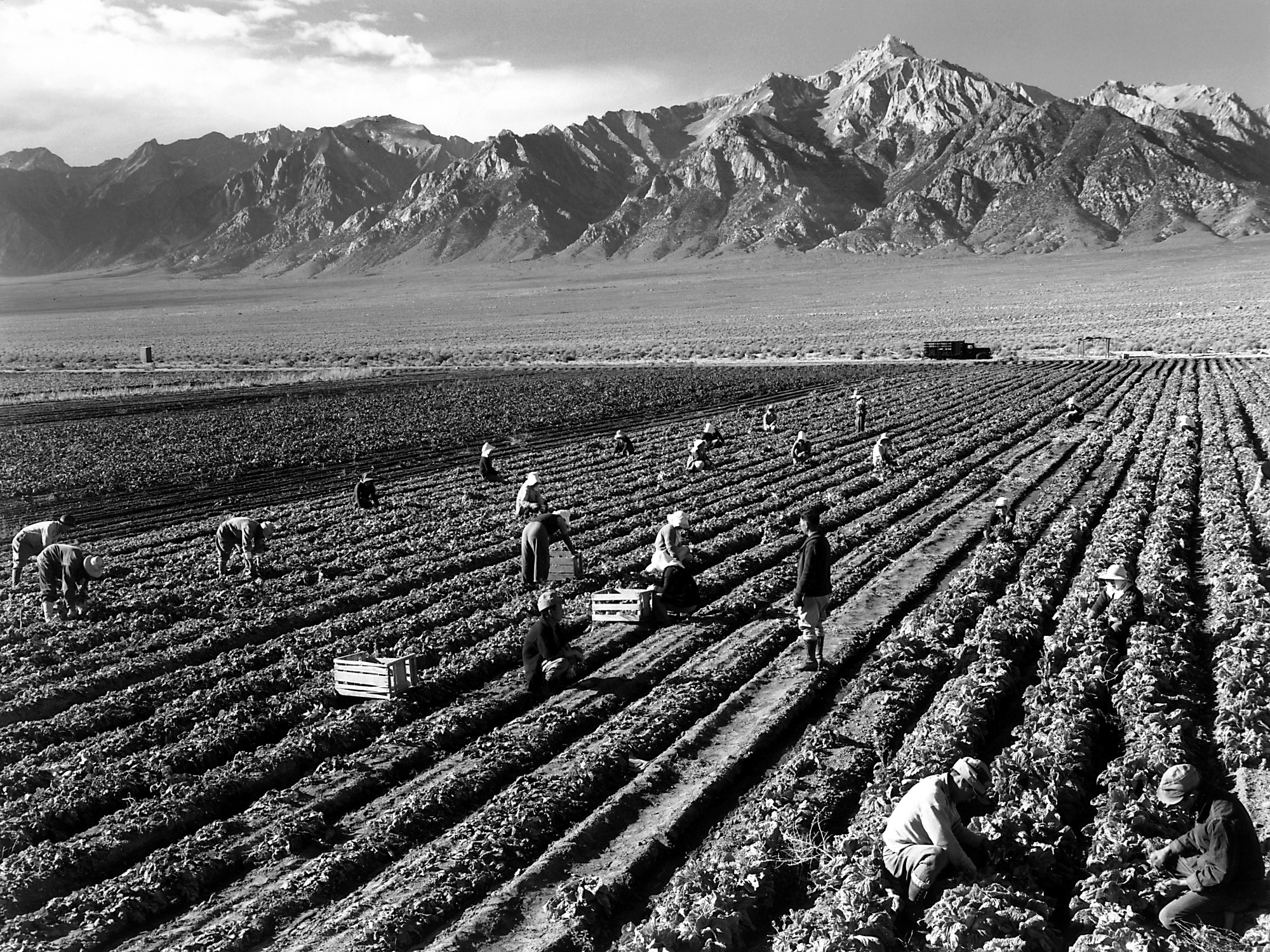
Pracownicy na farmie w Manzanar Relocation Center

W 1927 roku Adams podpisał kontrakt na swoje pierwsze portfolio w swoim nowym stylu, które zawierało sławne zdjęcie Monolit, przedstawiające Half Dome – granitową formację skalną w Parku Yosemite, od jej zachodniej strony. Zdjęcie zostało wykonane przy użyciu szklanej płytki i czerwonego filtra, dla wyostrzenia kontrastu tonów. W chwili, gdy robił zdjęcie, pozostała mu tylko jedna płytka. Przed wyzwoleniem migawki Adams wizualizował sobie efekt zaczernionego nieba przed zaryzykowaniem ostatniego zdjęcia. Później napisał „Byłem w stanie wyobrazić sobie pożądany obraz: nie takim, jakim jawił się w rzeczywistości, ale takim, jakim go czułem i takim, jakim chciałem żeby był na ostatecznej odbitce”. W 1927 roku Adams pisał: „Moje fotografie osiągnęły już fazę, w której warte są wystawienia ich na próbę światowej krytyki. Nagle zjawiłem się z nowym stylem, co do którego wierzę iż w przyszłości umiejscowi moje prace na poziomie równym najznamienitszym przykładom jakiejkolwiek sztuki, fotografii podobnej”. Dzięki nieocenionej pomocy i mecenatowi, powiązanego ze sztuką biznesmena Alberta Bendera, pierwsze portfolio Adamsa okazało się olbrzymim sukcesem (zarobiło ponad 4000 $) i wkrótce otrzymał on komercyjne zamówienia na sesje fotograficzne patronów, którzy kupili jego portfolio. W tym czasie Adams zrozumiał również jak ważne jest żeby jego fotografie, wykonywane z ostrożnie kształtowanym kunsztem, były reprodukowane z zachowaniem jak najwyższej jakości i tak by uzyskać jak najlepszy efekt. Na zaproszenie Bendera, Adams przystał do prestiżowego Roxburghe Club, stowarzyszenia poświęconego wysokiej jakości odbitkom i podnoszeniu standardów książek o sztuce. Przy tej okazji nauczył się wiele o procesie wywoływania zdjęć, atramencie, kompozycji i sprzęcie, co wykorzystał później w swych własnych projektach. Niestety wówczas Ansel większość swoich zdjęć, wywoływał w wyposażonej wyjątkowo ubogo ciemni, urządzonej w piwnicy domu swoich rodziców. Nakładało to na jego zdolności artystyczne wyjątkowe ograniczenia.

### Ślub
Podczas pobytu w Yosemite, Adams nawiązał kontakt z rodziną Best, która posiadała własne studio fotograficzne i u której ćwiczył na starym fortepianie swe umiejętności pianistyczne. Po trudnym okresie z Virginią Best, przypadającym na lata 1926–1927, zaczął utrzymywać kontakty z wieloma kobietami, szczególnie z kręgu studentek swojego mentora Cedrica Wrighta. Jednakże poślubił Virginię w 1928 w Best’s studio w Yosemite Valley, nieco ponad rok po rozstaniu. Nowożeńcy szybko przenieśli się do domu jego rodziców, aby obniżyć koszty utrzymania. Małżeństwo położyło również kres jego próbom podjęcia kariery pianisty koncertowego, jak również jej ambicjom zostania klasyczną śpiewaczką. Virginia odziedziczyła studio po śmierci ojca w 1935 roku, a Adams kontynuował jego działalność do 1971 roku. Dziś studio jest znane jako galeria Ansela Adamsa i pozostaje w rękach rodziny Adamsów.

### Stabilizacja
Pomiędzy 1929 a 1942 rokiem prace Adamsa stały się bardziej dojrzałe a jego pozycja jako artysty ustabilizowana. Z punktu widzenia jego sześćdziesięcioletniej kariery, okres lat trzydziestych jawi się jako najbardziej produktywny, jak również był tym, w którym Ansel przeprowadzał najwięcej eksperymentów. Adams rozszerzył swój warsztat zbliżeniami zarówno na detale, jak również na duże obiekty, od gór po fabryki. W roku 1930 zostało opublikowane jego drugie portfolio – Taos Pueblo, autorką tekstu została Mary Austin. Podczas pobytu w Nowym Meksyku, został przedstawiony znakomitościom z kręgu Stieglitza, wśród których znaleźli się między innymi: malarka Georgia O’Keeffe, artysta John Marin oraz fotograf Paul Strand, wszyscy oni stworzyli sławne dzieła sztuki podczas swojego pobytu na południowym zachodzie. Rozmowna, wysoce uduchowiona natura oraz znakomite zdolności pianistyczne, uczyniły z niego osobowość wyróżniającą się wśród dużej grupy przyjaciół artystów. Szczególny wpływ w owym kręgu miała na Adamsa osoba Paula Stranda, który dzieląc się z nim sekretami własnej techniki, przekonał go wkrótce aby włożył w fotografię cały swój zapał i energię. Jedną z sugestii Strandta, którą Adams natychmiast zaadaptował, było używanie raczej błyszczącego aniżeli matowego papieru, dla zintensyfikowania wartości tonacji.

### Rozpowszechnianie prac
Dzięki przyjacielowi z koneksjami w Waszyngtonie, Adams był w stanie zorganizować swoją pierwszą wystawę w muzeum. W 1931 roku sześćdziesiąt zrobionych przez niego w górach High Sierra zdjęć, zawisło w Smithsonian Institution. Otrzymały one znakomitą recenzję w „Washington Post”: „Jego zdjęcia są niczym portrety gigantycznych szczytów, które zdają się być zamieszkane przez mitycznych bogów”. Pogardzając swoim sukcesem, Adams czuł, że nie osiągnął jeszcze standardów narzuconych przez Strandta. Postanowił rozszerzyć tematykę swoich zdjęć o martwą naturę i zbliżenia oraz zwiększyć standardy jakości poprzez wizualizacje każdego zdjęcia przed jego zrobieniem. Zaczął kłaść nacisk na używanie małej wartości przesłony i długiego czasu ekspozycji w naturalnym świetle, dzięki czemu uzyskiwał ostrzejsze detale z dużo większą głębią ostrości, co możemy zobaczyć na Rose and Driftwood (1933) jednej z jego najznamienitszych fotografii.
W roku 1932 Adams wraz z Imogen Cunningham i Edwardem Westonem, urządził grupowy pokaz fotografii w M. H. Young Museum. Wkrótce potem trzej artyści utworzyli wspólnie grupę f/64, która postulowała tworzenie „czystej i prostej fotografii” ponad piktorializm (f/64 jest bardzo małą wartością przysłony, ustawieniem które daje wyjątkowo dużą głębię ostrości). Manifest grupy stwierdzał, że: „czystą fotografią jest taka, która nie przejmuje technik, zasad kompozycji bądź idei wywodzących się z jakiejkolwiek innej formy sztuki”. W rzeczywistości „czysta fotografia” czerpała wiele z dobrze znanych zasad malarstwa, w szczególności zasad kompozycji i perspektywy oraz manipulacji przedmiotem i efektem. Zasady owe nie tylko zabraniały używać miękkoogniskowych obiektywów, ale również czyniły Monolit, wcześniejsze słynne zdjęcie Adamsa, niemożliwym do zaakceptowania (do wykonania tego zdjęcia Adams użył silnego czerwonego filtra, dla wykreowania czarnego nieba).
Za przykładem Stieglitza Adams otworzył w San Francisco w 1933 roku, swoją własną galerię fotograficzną, która ostatecznie stała się Danysh Galery. Po tym jak zobowiązania Adamsa stały się uciążliwe zaczął on również publikować eseje w magazynach fotograficznych i napisał swój pierwszy poradnik, Robiąc zdjęcie (w 1935 roku). Latem często uczestniczył w wyprawach klubu Sierra, jako płatny fotograf, a przez resztę roku, był jądrem grupy na zebraniach odbywających się regularnie w San Francisco. W 1933 roku przyszedł na świat Michael, jego pierwsze dziecko, dwa lata później urodziła mu się córka Anne.
W latach trzydziestych, wielu fotografów, wśród nich Dorothea Lange i Walker Evans, uważało za swój społeczny obowiązek, objawić społeczeństwu ciężkie czasy kryzysu, za pomocą swojej sztuki. Oporny wobec ruchu „sztuka ze względu na ludzi”, Adams zajął się fotografią w sprawie ochrony dzikiej przyrody. Częściowo zainspirowało go ku temu wzrastające bezczeszczenie Doliny Yosemite, przez rozwój komercyjnych inwestycji. Basen pływacki, kręgielnia, pole golfowe, sklepy i wzrastający ruch samochodowy, rokowały nie najlepszą przyszłość. W 1938 roku, jako część wysiłków, które Sierra Club wkładał w ustanowienie obszarów występowania gigantycznych sekwoi oraz Wielki Kanion, parkami narodowymi, Adams wydał książkę o limitowanej edycji Sierra Nevada: ścieżki Johna Muira. Książka owa i jej świadectwo, znacząco przyczyniły się do sukcesu klubu, w 1940 roku Kongres Stanów Zjednoczonych ustanowił oba obszary parkami narodowymi.
W 1935 roku Adams wykonał wiele nowych fotografii w górach Sierra, w tym jedną z najsłynniejszych – Clearing Winter Storm, na której uwiecznił całą dolinę, tuż po przejściu burzy, która pozostawiła po sobie świeży płaszcz śniegu. W 1936 roku, po trzyletnich namowach, Adams uzyskał wreszcie zgodę Stieglitza na urządzenie wystawy swoich prac w jego galerii, co też uczynił po ich zgromadzeniu, pod tytułem An American Place. Wystawa spodobała się zarówno krytyce, jak i publiczności i ugruntowała silną pozycję Adamsa w oczach Stieglitza. Około roku 1930 Adams powziął wiele komercyjnych ustaleń dla uzupełnienia przychodów walczącego o swoje istnienie studia Best. Do lat siedemdziesiątych Adams był uzależniony od komercyjnych projektów. Jego klientami byli między innymi Kodak, magazyn Fortune, Pacific Gas and Electric, AT&T oraz American Trust Company. W 1939 Adams został edytorem U. S. Camera, najpopularniejszego w Stanach Zjednoczonych magazynu fotograficznego owych czasów.

### Wielkie sukcesy
W 1940 roku Adams urządził A Pageant of Photography, największą i najważniejszą wystawę fotograficzną tamtych czasów, odwiedzoną przez miliony gości. Wraz ze swoją żoną Adams ukończył książkę dla dzieci oraz ilustrowany przewodnik po Dolinie Yosemite, mający okazać się wielkim sukcesem. Na przełomie lat 1940/1941, Adams rozpoczął swoją pierwszą serię zajęć fotograficznych, na The Art Center School w Los Angeles, gdzie szkolił również wojskowych fotografów. W 1943 roku, Adams zmontował specjalną platformę na dachu swojego samochodu dla zapewnienia sobie lepszego punktu widzenia nad bezpośrednim przednim planem, oraz lepszego kąta dla intensyfikacji tła. Większość zdjęć z tego okresu, Adams zrobił na tej właśnie platformie, a nie na osiągniętych mozolną wspinaczką szczytach gór, jak zwykł to robić wcześniej.
Podczas wycieczki do Nowego Meksyku, na kilka tygodni przed atakiem Japończyków na Pearl Harbor, Adams wykonał jedno ze swoich najsłynniejszych zdjęć przedstawiające wschód księżyca ponad skromną wioską na tle ośnieżonych gór pod czarnym niebem. Adams zatytułował je Moonrise, Hernandez, New Mexico. Sława fotografii była prawdopodobnie spowodowana opisem Adamsa w jego późniejszych książkach. Adams miał jedynie jedną pozostałą klatkę, jechał pustą niemal drogą, gdy zaczął się wschód księżyca, światło na krzyżach gwałtownie bladło, słońce miał za sobą, nie mógł jednak znaleźć światłomierza, pamiętał jednak wartość luminacji księżyca i na tej podstawie obliczył odpowiednią wartość ekspozycji. Wcześniejsza relacja Adamsa, była jednak mniej dramatyczna, twierdził on mianowicie, że zdjęcie wykonał po zachodzie słońca, przy użyciu miernika Weston Master. Mimo poprawnej ekspozycji, pierwszy plan okazał się jednak być niewyraźny, uwydatnione chmury były nieco gęste a negatyw wykazywał trudności przy wywoływaniu. Niemal 40 lat później, Adams zreinterpretował zdjęcie, używając nowszego sprzętu używanego w ciemni, wykonując ponad 1300 unikalnych odbitek, większość w wymiarach 16 na 20 cali. Wiele z odbitek wykonanych w latach siedemdziesiątych, nareszcie dało Adamsowi finansową niezależność od komercyjnych projektów. Ogółem wartość owych oryginalnych odbitek, osiągnęła ponad 25 mln dolarów. Najwyższą ceną jaką kiedykolwiek zapłacono za pojedynczą odbitkę, to 609 600 dolarów, w domu aukcyjnym Sotheby’s w Nowym Jorku w 2006 roku.
W 1941 roku Adams podpisał kontrakt z Wydziałem Zasobów Wewnętrznych USA na wykonanie fotografii parków narodowych, indiańskich rezerwatów i innych miejsc, dla użycia ich do dekoracji ścian w nowo wybudowanym budynku wydziału. Kontrakt zawierał również klauzulę zezwalającą Adamsowi na wykonywanie fotografii na swój własny użytek, przy użyciu swoich własnych filmów i materiałów. Pomimo faktu, że Adams był zobowiązany do prowadzenia dziennika, w którym zapisywałby daty zrobienia zdjęcia, jego zapiski cechuje brak zdyscyplinowania. Zapomniał on zanotować również datę wykonania fotografii wschodu księżyca, przez co niejasne stało się do kogo – Adamsa czy rządu USA, fotografia należy. Jednak dzięki prostemu faktowi, że zdjęcie przedstawia księżyc, obliczenia astronomiczne pozwoliły ustalić datę na pierwszy listopada, dzień, w którym nie był on zakontraktowany przez Wydział Zasobów, a więc fotografia należała do Adamsa. Podobne problemy powstały w związku z wieloma innymi negatywami, które Adams wykonał w parkach narodowych, włącznie z The Tetons and the Snake River, fotografią zrobioną w związku z projektami dekoracji ścian, która ostatecznie stała się własnością rządu.
Adams był strapiony podjęciem decyzji o internowaniu Japończyków mieszkających w Stanach Zjednoczonych, podjętej po ataku na Pearl Harbor. Poprosił o zezwolenie na wizytę w obozie Manzanar w dolinie Owens leżącej u stop góry Williamson. Esej fotograficzny Born Free and Equel: the story of Loyal Japanese-Americans, rezultat owej wizyty, został wystawiony w Museum of Modern Art a nieco później został opublikowany. Adams współpracował również z armią amerykańską, przyjmując wiele zleceń, w tym wykonanie dużych odbitek zdjęć tajnych japońskich instalacji na Aleutach. W 1946 roku Adams otrzymał Stypendium Guggenheima, co pozwoliło mu dokończyć projekt Parki Narodowe Ameryki. Podczas realizacji tego projektu powstały tak niezapomniane obrazy, takie jak seria zdjęć gejzera Old Faithful, szczytów Grand Teton oraz góry MacKinley (Denali).
W 1952 roku Adams stał się jednym z fundatorów magazynu „Aperture” (Przysłona), który z założenia miał być poważnym żurnalem fotograficznym prezentującym prace zarówno doświadczonych, jak i początkujących fotografów. Był również współpracownikiem „Arizona Highways”, bogato ilustrowanego magazynu podróżniczego, wydawanego po dziś dzień. Jego artykuł „Mission San Xavier del Bac” z tekstem długoletniej przyjaciółki Nancy Newhall, został rozbudowany i wydany w formie książkowej w 1954 roku. Była to pierwsza z wielu później podjętych przez oboje wspólnych prac. W 1955 Adams zaczął prowadzić roczne warsztaty, nauczając tysiące studentów, aż do roku 1981. W latach pięćdziesiątych, Adams zaczął wierzyć, iż znalazł się już na równi pochyłej swojego kreatywnego życia. Przez następne 20 lat kontynuował wykonywanie komercyjnych zleceń. Stał się również konsultantem Polaroid Corporation, otrzymując miesięczne wynagrodzenie ufundowane przez dobrego przyjaciela Edwina Landa. Wykonał tysiące fotografii używając produktów Polaroida, El Capitan, Winter, Sunrise (1968) uważał za najlepszą z nich. Podczas ostatnich dwudziestu lat jego życia, Adams używał aparatu marki Hasselblad, zaś Moon and Half Dome było jego ulubioną fotografią wykonaną tym aparatem.
W marcu 1963 Ansel Adams i Nancy Newhall przyjęli zlecenie od Clarka Kerra, Prezydenta Uniwersytetu Kalifornii na wykonanie zdjęć kampusu uniwersyteckiego, by upamiętnić jego setną rocznicę istnienia. Kolekcja zdjęć zatytułowana Fiat Lux (motto uniwersytetu) została opublikowana w 1967 roku, a obecnie znajduje się w muzeum fotografii Uniwersytetu Kalifornijskiego w Riverside.
W roku 1974 w Metropolitan Museum of Art urządzona została duża retrospektywna wystawa jego prac. Lata siedemdziesiąte Adams spędził przede wszystkim zajmując się swoimi archiwalnymi negatywami, wywołując je wciąż na nowo na różne sposoby, częściowo po to by zaspokoić żądania muzeów sztuki, które wreszcie stworzyły wydziały fotografii i poszukiwały jego klasycznych prac. Poświęcał się również sprawie ochrony przyrody, koncentrując się przede wszystkim na parku Yosemite i kalifornijskim wybrzeżu Big Sur. Prezydent Carter zlecił Adamsowi wykonanie pierwszego w historii oficjalnego portretu prezydenta wykonanego za pomocą fotografii.

### Śmierć
Ansel Adams zmarł w 1984 roku w wyniku wady serca spowodowanej rakiem. Umierając, pozostawił żonę, dwoje dorosłych dzieci (51-letniego Michaela i 49-letnią Annę) oraz pięcioro wnucząt.

## Spuścizna
Romantyczni pejzażyści Albert Bierstadt i Thomas Moran, którzy zasłynęli ze swoich obrazów Wielkiego Kanionu oraz Yosemite, pod koniec swojej ery zostali wyparci przez śmiałych fotografów Carletona Watkinsa, Edwarda Muybridge’a i George’a Fiske’a. Jednak to właśnie czarno-białe fotografie Adamsa stały się najpopularniejszym zapisem tego, jakie parki narodowe były przed erą turystyczną i to dzięki jego stałemu poparciu rozbudowano system parków narodowych. Dzięki swoim umiejętnościom Adams z powodzeniem promował wiele celów, które stawiał sobie Klub Sierra i powstające ruchy ekologiczne. Zawsze jednak, tak daleko jak docierały jego fotografie, argumenty były poprzedzane przez piękno. Jego poruszające fotografie są wciąż bardzo popularne w kalendarzach, książkach i na pocztówkach.

Świadomy niepohamowanego rozwoju oraz postępujących strat ponoszonych przez środowisko, Adams zaczął popierać zrównoważony progres, cierpiał jednak obserwując dewastację spowodowaną „postępem”. Twierdził: 

Wszyscy wiemy o tragedii suszy i fali burz piaskowych, spowodowanej okrutną, niewybaczalną erozją gleby, wiemy o zmniejszaniu się populacji ryb i kurczeniu się terenów zajmowanych przez szlachetne lasy. I wiemy, że takie katastrofy zabijają ducha w ludziach... ostoje dzikiej przyrody są spychane na ubocze, ludzie są niemal wszędzie. Samotność, tak istotna dla indywidualności człowieka, prawie nie istnieje

Adams wraz z innymi mistrzami fotografii – Edwardem Westonem, Willardem Van Dykem i Imogen Cunningham założył grupę f/64. Z Fredem Archerem zaś, stał się pionierem systemu strefowego, specjalnej techniki, w której zauważalne światło, transformowane jest w specyficzne gęstości na negatywie i papierze, dając fotografom lepszą kontrolę nad otrzymywanymi fotografiami. Adams popierał również ideę wizualizacji (którą często nazywał prewizualizacją, chociaż później uznał ten termin za nadmiarowy), w której zdjęcie jest „oglądane” okiem umysłu, jeszcze przed jego zrobieniem, w celu osiągnięcia wszystkich – estetycznych, intelektualnych, spirytualnych i mechanicznych pożądanych efektów. Dzięki swoim publikacjom i warsztatom, nauczył tych technik tysięcy amatorów. Wiele jego książek, włączając podstawową serię wydaną przez Morgan & Morgan (The Camera, The Negative, The Print, Natural Light Photography oraz Artificial Light Photography), stało się klasykami w dziedzinie fotografii. W 1966 roku Adams został wybrany honorowym członkiem Amerykańskiej Akademii Sztuk i Nauk. W 1980 roku prezydent Jimmy Carter odznaczył go Prezydenckim Medalem Wolności, najwyższym honorowym odznaczeniem cywilnym. Fotografia Adamsa The Tetons and the Snake River, została jako jedna ze 116 fotografii, zapisana na złotej płycie, którą umieszczono na pokładzie sondy kosmicznej Voyager. Fotografie owe, jak i wiele innych informacji dotyczących Ziemi i jej mieszkańców, zostały wysłane w przestrzeń kosmiczną w celu nawiązania ewentualnego kontaktu z cywilizacją pozaziemską. Fotografia ta, zdaniem Adamsa, odzwierciedlała jedną z jego ulubionych celtyckich mantr: „Wiem, że jestem jednym z pięknem i że moi kompani są jednym. Pozwól, aby nasze dusze stały się górami, nasze duchy gwiazdami, a nasze serca światami”.
Znaczenie jego spuścizny to udział w wyniesieniu fotografii do poziomu sztuki równej malarstwu w wyrażaniu emocji i piękna. Jak zawsze Adams przypominał swoim studentom: „łatwo jest zrobić zdjęcie, ale zrobienie mistrzowskiego dzieła w fotografii jest trudniejsze niż w jakiejkolwiek innej sztuce”.
John Szarkowski we wstępie do wydanej w 1985 roku książki Klasyczne Obrazy Ansela Adamsa stwierdza: 

Miłość, którą Amerykanie obdarzyli pracę i osobę Ansela Adamsa w jego zaawansowanym wieku, i którą wciąż wyrażają z niezmniejszonym entuzjazmem po jego śmierci jest niezwykłym fenomenem, być może nieporównywalnym do żadnej innej odpowiedzi na sztukę wizualną w naszym kraju.

Prawa publikacji do fotografii Adamsa ma Towarzystwo Opieki nad Prawami Publikacji Ansela Adamsa (Trustees of The Ansel Adams Publishing Rights Trust).
W 1985 roku jego imieniem został nazwany obszar w rezerwacie Inyo National Forest oraz szczyt w górach Sierra Nevada o wysokości 3580 metrów.
Pełne archiwum prac Ansela Adamsa znajduje się w Centrum Kreatywnej Fotografii (CCP) na Uniwersytecie Arizony w Tucson.

## Dzieła

### Fotografie
Prace wybrane.

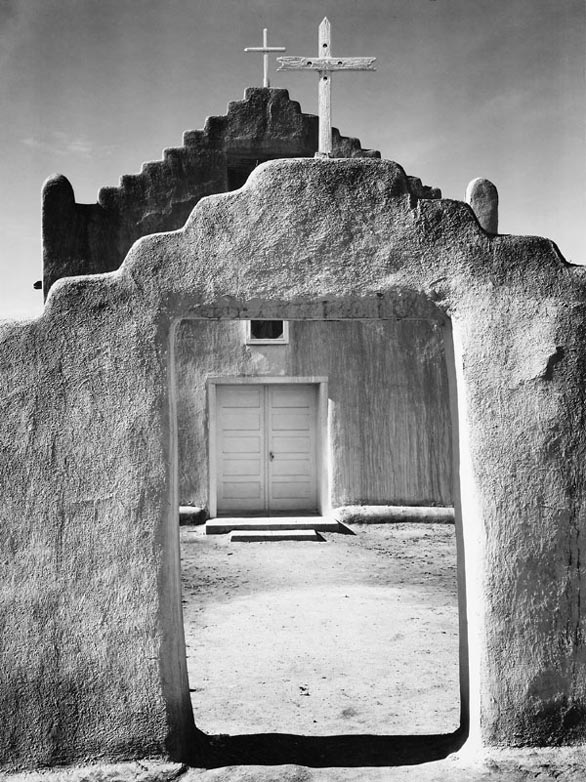
Church, Taos Pueblo (1942)

- Monolith, The Face of Half Dome, 1927.
- Róża na drewnie[a] (ang. Rose and Driftwood), 1933.
- Clearing Winter Storm, 1940.
- Moonrise, Hernandez, New Mexico, 1941.
- Ice on Ellery Lake, Sierra Nevada, 1941.
- Georgia O’Keeffe and Orville Cox at Canyon de Chelly
- The Tetons and the Snake River, 1942
- Aspens, New Mexico, 1958.

### Książki fotograficzne
- America’s Wilderness, 1997. ISBN 1-56138-744-4.
- California, 1997. ISBN 0-8212-2369-0.
- Yosemite, 1995. ISBN 0-8212-2196-5.
- The National Park Photographs, 1995. ISBN 0-89660-056-4.
- Photographs of the Southwest, 1994. ISBN 0-8212-0699-0.
- Ansel Adams: In Color, 1993. ISBN 0-8212-1980-4.
- Our National Parks, 1992.
- Ansel Adams: Classic Images, 1986. ISBN 0-8212-1629-5.
- These We Inherit: The Parklands of America, with Nancy Newhall, 1962.
- This is the American Earth, with Nancy Newhall, 1960. ISBN 0-8212-2182-5.
- Born Free and Equal, 1944. Spotted Dog Press

### Podręczniki techniczne
- The Camera, 1995. ISBN 0-8212-2184-1.
- The Negative, 1995. ISBN 0-8212-2186-8.
- The Print, 1995. ISBN 0-8212-2187-6.
- Examples: The Making of 40 Photographs ISBN 0-8212-1750-X.